# مريم (قصة قصيرة)
«مريم» هي قصة قصيرة كتبها ترومان كابوتي. نُشرت القصة في الأصل في عدد يونيو 1945 من مجلة مدموزيل. كانت «مريم» إحدى أول القصص القصيرة المنشورة لكابوتي، وفي عام 1946، حازت على «جائزة أو. هينري الأمريكية» السنوية في فئة أفضل أول رواية منشورة.

## الفكرة
أوصت شقيقة كارسون ماكولرز، ريتا سميث، التي عملت محررًا مساعدًا في مجلة مدموزيل بقصة كابوتي «مريم». ساعدت أيضًا جورج ديفيس، الذي أعطى ترومان بدايته في النشر.

## ملخص الحبكة
«مريم» هي أرملة تبلغ من العمر 61 عامًا تقريبًا وتُدعى بالسيدة إتش. تي. ميلر، وهي تود قضاء ما تبقى من حياتها وحيدة في شقتها بالقرب من النهر الشرقي بعد أن توفي زوجها، إتش. تي. ميلر. إنها وحيدة للغاية، إذ ليس لديها أي أصدقاء تتحدث إليهم، بالإضافة إلى أنها لا تتواصل مع أي من أقربائها.
في أحد الأيام، ذاهبةً إلى قاعة السينما، تلتقي بفتاة صغيرة ذكية اسمها مريم. تُفتتن السيدة ميلر لأن الاسم الأول للفتاة مريم أيضًا. تسأل مريم من السيدة ميلر أن تشتري لها تذكرة للفيلم، لأن البائع لم يسمح لها بالدخول. تعطي مريم خمسة وعشرين سنتًا للسيدة ميلر (على هيئة سنتَين ونيكل واحد) لتشتري لها التذكرة. تفترق الاثنتان عندما تبدأ السيدة ميلر بالبحث عن مقعد لها. تعود السيدة ميلر إلى منزلها عنما ينتهي الفيلم. في الأسبوع التالي، تجد السيدة ميلر أحدًا يطرق بابها. تجيب، وتكتشف أنها مريم، الفتاة الصغيرة التي قابلتها في قاعة السينما. تطلب السيدة ميلر من الفتاة العودة إلى منزلها، لكن الأخيرة ترفض ذلك، وتطلب من السيدة ميلر أن تعد لها شطيرة مربى. بعد قبول الفتاة بالمغادرة إن أعطتها السيدة ميلر الشطيرة، تذهب إلى غرفة نوم السيدة ميلر وهناك تجد دبوسًا كان قد أهداها إياه زوجها المتوفى. تسأل مريم السيدة ميلر إن كان بإمكانها الاحتفاظ بالدبوس، تلين السيدة ميلر وتوافق في عجز، رغم رغبتها في منعها من أخذه. تذهب مريم إلى الأريكة وتنهي شطيرتها.
قبل أن تذهب، تطلب مريم من السيدة ميلر قبلة قبل النوم، ولكن ميلر ترفض ذلك. تتمشى مريم باتجاه مزهرية قريبة وتحطمها على الأرض، تدوس على باقة الزهور بقدميها، ثم تغادر. في الصباح التالي، تغادر السيدة ميلر شقتها لتقضي يومها تتبضع في محلات مختلفة بمدينة نيويورك. عند عودتها إلى المنزل، تعود مريم، وترن جرس الباب بإلحاح بينما ترفض السيدة ميلر فتح الباب لها. تذهب السيدة ميلر إلى الباب لتتحقق من بقاء مريم هناك بعد أن توقف الجرس عن الرنين. لكنها تجد أن مريم لم تغادر. تجري مريم راكضة إلى داخل المنزل قبل أن تتمكن السيدة ميلر من غلق الباب. تجلس الفتاة على الأريكة وتخبر السيدة ميلر بأن تحضر الصندوق الكبير الذي أحضرته معها. تفعل السيدة ميلر ذلك فعلًا، بدافع الفضول. تطلب الفتاة من السيدة ميلر أن تفتح الصندوق، بينما تعلّق على الكرز وكعك اللوز والزهور البيضاء التي اشترتها السيدة ميلر في أثناء التسوق. كل ما تجده هو ملابس ودمية أخرى مشابهة لتلك التي كانت تمسك بها مريم. بعدها، تخبر الفتاة السيدة ميلر أنها ستعيش معها.
تذهب السيدة ميلر الخائفة إلى الشقة في الطابق السفلي حيث يعيش زوجان شابان، وتخبرهما أن ثمة فتاة صغيرة تستمر بالظهور ولن تتركها وشأنها. تقنع الرجل الذي يعيش هناك بأن يتفقد الطابق العلوي بينما تواسيها زوجته.